# サーヴェロ・テストチーム
サーヴェロ・テストチーム (Cervélo Test Team) とは、アメリカの競技用自転車メーカーであるサーヴェロが中心となって設立された自転車ロードレースのプロフェッショナルコンチネンタルチームであった。セルヴェロ・テストチームともいう。

## 概要
サーヴェロ社は2002年よりチームCSCに機材を供給してきたが、プロロードレース界の経済的状況の変化を理由として2008年8月28日に新しいチームの設立を発表した。チーム運営母体は、既にサーヴェロの女性ロードレースチームである「チーム・サーヴェロ・ライフフォース」運営に関わっているスイスのサイクリング・ユナイテッド・レーシングである。
2010年に入り、チーム名は今後、大手のスポンサーが付くことで変更される可能性もあるとされたが、同年8月26日、2010年限りでチームを解散することが決まった。
その後サーヴェロは、2011年シーズンはガーミン・サーヴェロとして、ガーミンが主体となって運営されているチームの運営に加わることになった。

## 戦績
チームはUCI管轄レースでのデビュー戦となったツアー・オブ・カタールでロジャー・ハモンドがステージ1勝、トル・フースホフトがポイント賞を獲得するなど華々しい成果を上げた。続くツアー・オブ・カリフォルニアでもフースホフトがステージ1勝。フースホフトはパリ〜ニースでもステージ1勝を上げている。フースホフトはこのほかのクラシックレースでも多数の上位入賞を果たしている。
グランツールへの初登場となったジロ・デ・イタリアではサイモン・ジェランが14ステージを、カルロス・サストレが16と19の二つの頂上ゴールを、イグナタス・コノヴァロヴァスが最終21ステージの個人TTを制し、チームがグランツールでも戦える実力を備えていることを証明した。またカタルーニャ一周ではフースホフトがステージを2勝した。ツール・ド・フランスではフースホフトとハウスラーがそれぞれステージ1勝を挙げ、フースホフトはさらにマイヨ・ヴェールも獲得している。さらにGP西フランス・プルエーでジェランが優勝、ブエルタ・ア・エスパーニャではジェランとフィリップ・ダイグナンがそれぞれステージ1勝した。
最終的にチームはグランツールを含む全てのヒストリカルレースに招待されるなど、UCIワールドカレンダー200924レース中18レースにワイルドカードで出場、チームランキングでは7位に入る健闘を見せた。グランツールでのステージ8勝は、チーム・コロンビア - HTCに次ぐ2位であった。

### 主な実績
2009年
- GP西フランス・プルエー 優勝　サイモン・ジェラン
- ツール・ド・フランス
  - 区間優勝　トル・フースホフト、ハインリヒ・ハウスラー
  - ポイント賞　トル・フースホフト
- ジロ・デ・イタリア
  - 区間優勝　サイモン・ジェラン、カルロス・サストレ(2回)、イグナタス・コノヴァロヴァス
- ブエルタ・ア・エスパーニャ
  - 区間優勝　サイモン・ジェラン、フィリップ・デニャン
- ドイツ選手権 ロードレース 優勝　マルティン・ライマー
- リトアニア選手権 個人タイムトライアル(ITT) 優勝　イグナタス・コノヴァロヴァス
- ノルウェー選手権 ロードレース 優勝　トル・フースホフト

2010年
- ツール・ド・フランス
  - 区間優勝　トル・フースホフト
- ブエルタ・ア・エスパーニャ
  - 区間優勝　トル・フースホフト
- ロードレース世界選手権
  -  ロードレース 優勝　トル・フースホフト
- リトアニア選手権 個人タイムトライアル(ITT) 優勝　イグナタス・コノヴァロヴァス